# Bugurusłan
Bugurusłan (ros. Бугуруслан) – miasto w Rosji, centrum administracyjne rejonu bogurusłańskiego w obwodzie orenburskim, na południowych stokach Wyżyny Bugulmijsko-Belebejskiej, nad rzeką Wielki Kiniel. 360 km na płn.-zach. od Orenburga i 1200 km od Moskwy. Około 53 tys. mieszkańców 2005.
W mieście rozwinął się przemysł materiałów budowlanych, maszynowy, drzewny oraz spożywczy.